# Koppenhágai cowboy
A Koppenhágai cowboy (eredeti cím: Copenhagen Cowboy) 2023-as dán thriller sorozat, amelyet Nicolas Winding Refn és Sara Isabella Jönsson alkotott. A főbb szerepekben Angela Bundalovic, Andreas Lykke Jørgensen, Lili Zhang, Zlatko Burić és Jason Hendil-Forssell látható.
Dániában és Magyarországon 2023. január 5-én mutatta be a Netflix.

## Ismertető
Egy fiatal, rejtélyes szakadár, Miu, akiről azt beszélik, hogy médium, aki szerencsét hoz a környezetének, ismeretlen indítékkal újra Koppenhágába látogat. A bűnözői alvilágban navigálva Miu különböző természetfeletti és egyéb ellenfelekkel találkozik, akiket egyre jobban megkedvel. Miu végül találkozik egy fenyegető jelenléttel, Rakellel, aki hasonló képességekkel rendelkezik, mint ő maga.

## Szereplők

### Főszereplők
| Szereplők  | Színész                 | Magyar hang         | Leírás |
| ---------- | ----------------------- | ------------------- | --- |
| Miu        | Angela Bundalovic       | Staub Viktória      | Fiatal, titokzatos médium, akiről azt beszélik, hogy szerencsét hoz.                                            |
| Nicklas    | Andreas Lykke Jørgensen | Ember Márk          | Rosszindulatú fiatalember, aki titokzatos és jómódú családból származik, és spirituális erőkkel rendelkezik.    |
| Hulda mama | Lili Zhang              | Majsai-Nyilas Tünde | A "Sárkány Palota" nevű kínai étterem tulajdonosa.                                                              |
| Mr. Chiang | Jason Hendil-Forssell   | Eredeti hang        | Hírhedt bandavezér és kaszinótulajdonos, aki a Sárkánypalotát hullaégetőnek használja.                          |
| Miroslav   | Jason Hendil-Forssell   | Ifj. Jászai László  | Független ügyvéd, aki koppenhágai bűnözőket szolgál ki ügyfeleiként, és korábban már kapcsolatba került Miuval. |
| Ying       | Hok Kit Cheng           | Eredeti hang        | Mr. Chiang helyettese.                                                                                          |
| Jessica    | Fleur Frilund           | Dér Mária           | Flora barátja, aki Miroslav egyik ügyfele.                                                                      |

### Mellékszereplők
| Szereplők | Színész               | Magyar hang       | Leírás                                                                                   |
| --------- | --------------------- | ----------------- | ---------------------------------------------------------------------------------------- |
| Rakel     | Lola Corfixen         | László Lili       | Nicklas "húga", aki hasonló képességekkel rendelkezik, mint Miu..                        |
| Cimona    | Valentina Dejanovic   | Tóth Zsófia       | Női prostituált, aki összebarátkozik Miuval.                                             |
| Aske      | Adam Buschard         | Pásztor Tibor     | Givatásos vadász, aki Nicklas családjának hűséges szolgája.                              |
| Beate     | Maria Erwolter        | Fullajtár Andrea  | Nicklas jómódú és túlságosan elkényeztető anyja.                                         |
| Michael   | Thomas Algren         | Szakács Tibor     | Nicklas gazdag és nárcisztikus apja.                                                     |
| Rosella   | Dragana Milutinović   | Bajza Viktória    | Andrej babonás szerb féltestvére, aki prostituáltjainak ad otthont.                      |
| Andrej    | Ramadan Huseini       | Mészáros András   | Albán strici, aki bordélyházat üzemeltet "modellügynökség" néven.                        |
| Arne      | Leif Sylvester        | Melis Gábor       | Hulda törzsvendége, aki sertéstenyésztő.                                                 |
| Dusan     | Slavko Labović        | Fillár István     | Miroslav régi barátja, aki gyakran mutat pimasz személyiséget.                           |
| Danny     | Ebiriama Jaiteh       | Lengyel Benjámin  | Egy drogkereskedő banda aprólékos segítője..                                             |
| Polixen   | Nicki Dirschen Hansen | Jaskó Bálint      | Miroslav kapcsolatai, akik egy drogkereskedő banda tagjai.                               |
| Bjarke    | Gustav Hejlesen       | Ódor Kristóf      | Miroslav kapcsolatai, akik egy drogkereskedő banda tagjai.                               |
| Flora     | Dafina Zeqiri         | Gombó Viola Lotti | André 18 éves lánya.                                                                     |
| Sven      | Per Thiim Thim        | Pipó László       | Rosella férje egy elrendezett házasság révén.                                            |
| Dardan    | Daniel Sami Strandet  | Brezovszky Dániel | André egyik csatlósa.                                                                    |
| Mima      | Sandra Vukicevic      | Pálya Pompónia    | André egyik prostituáltja.                                                               |
| Jonas     | Mads Brügger          | Debreczeny Csaba  | Az egyik drogkereskedő ügyfél, akivel Miu találkozik.                                    |
| My Kin    | Lina Brink Jakobsen   | Kuna Kata         | Hulda munkatársa, aki új személyazonosságokat biztosít az Aranysárkány alkalmazottjának. |
| Mihaela   | Dragana Dan           | Dobó Enikő        | Rosella barátja, aki látnokként dolgozik.                                                |

### Magyar változat
- Magyar szöveg: Blahut Viktor
- Felvevő hangmérnök: Policza Imre
- Hangmérnök: Bogdán Gergő
- Vágó: Kránitz Bence
- Gyártásvezető: Újréti Zsuzsa
- Szinkronrendező: Aprics László
- Produkciós vezető: Felföldi Anna

A szinkront az Iyuno Hungary készítette.

## Epizódok
| Sor. | Év. | Cím                                                  | Rendező              | Író                                                 | Premier         |
| ---- | --- | ---------------------------------------------------- | -------------------- | --------------------------------------------------- | --------------- |
| 1.   | 1.  | A rejtélyes Miu (Miu the Mysterious)                 | Nicolas Winding Refn | Sara Isabella Jønsson                               | 2023. január 5. |
| 2.   | 2.  | Bosszúvágy hajt (Vengeance Is My Name)               | Nicolas Winding Refn | Sara Isabella Jønsson                               | 2023. január 5. |
| 3.   | 3.  | Sárkánypalota (Dragon Palace)                        | Nicolas Winding Refn | Johanne Algren, Sara Isabella Jønsson és Mona Masri | 2023. január 5. |
| 4.   | 4.  | Chiang úrtól szeretettel (From Mr. Chiang with Love) | Nicolas Winding Refn | Sara Isabella Jønsson és Johanne Algren             | 2023. január 5. |
| 5.   | 5.  | Koppenhága (Copenhagen)                              | Nicolas Winding Refn | Johanne Algren                                      | 2023. január 5. |
| 6.   | 6.  | Égszakadás (The Heavens Will Fall)                   | Nicolas Winding Refn | Johanne Algren                                      | 2023. január 5. |

## A sorozat készítése
2022. július 22-én a dán Netflix eredeti sorozatai között megrendelte a Koppenhágai cowboyt. Refn saját produkciós cégén, a byNWR-en keresztül rendezi és vezető producerként is részt vesz a sorozatban, producerként pedig Lene Børglum és Christina Bostofte Erritzøe csatlakozik hozzá. Sara Isabella Jönsson, Johanne Algren és Mona Masri a sorozat írói feladatát látják el. 2022. szeptember 9-én kiderült, hogy Liv Corfixen is producerként fog működni.

### Forgatás
Refn közösségi média fiókjain keresztül kiderült, hogy a sorozat elsődleges forgatása már 2021 óta elkezdődött Koppenhágában. 2022. április elején fejeződött be, az NWR közösségi oldalai szerint.